# Коркыт-Ата-КМУ
«Коркыт-Ата-КМУ» (каз. «Қорқыт-Ата-ҚМУ») — мужской волейбольный клуб из Кызылорды, выступающий в
Высшей лиге "А" Казахстана.

## История
ВК «Коркыт-Ата-КМУ» создана инициативой акима Кызылординской области Кырымбека Кушербаева и ректора КГУ им. Коркыт-Аты Кылышбая Бисенова 3 октября 2006 года.